# Homeoptoton
Homeoptoton (grč. homoióptoton) stilska je figura koja se temelji na povezivanju riječi s istim gramatičkim nastavkom.

## Primjeri
- Ivan Slamnig, "Rasprostrvši pažljivo rubove modre haljine"

Rasprostrvši pažljivo,

rubove modre haljine,

po kauču sjedavši,

uznastojavši glavu kornjačasto uvući,

gipke kocke jastuka pritisnuvši...